# Thinoscatella
Thinoscatella is een vliegengeslacht uit de familie van de oevervliegen (Ephydridae).

## Soorten
- T. quadrisetosa (Becker, 1896)